# 난카이 센보쿠선

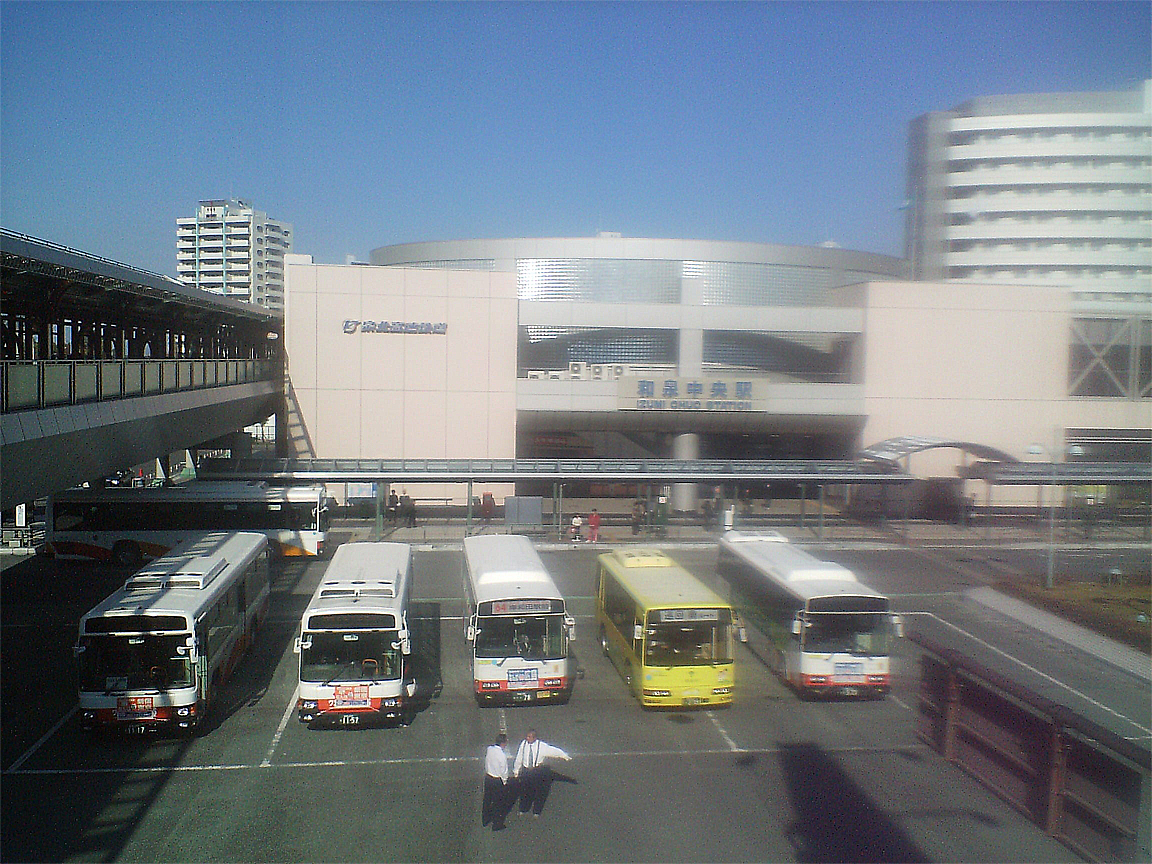
종점 이즈미추오역 (오사카부)

센보쿠선(泉北線)은 오사카부 사카이시의 나카모즈역과 오사카부 이즈미시의 이즈미추오역을 연결하는 노선이다.

## 개요
난카이 고야 선의 난바역까지 직결된다. 사카이시 나카구 · 니시구 · 이즈미시 · 기시와다시를 통과하는 사카이구 · 오사카부의 통근 · 통학 노선이다.
과거 난카이 전기 철도가 직접 경영하고 건설하는 것이 검토되었으나, 1960년대 후반부터 1970년대까지 난카이 전기 철도에 무거운 빚과 중대 사고가 덮쳐 대규모 투자가 필요한 신규 노선을 가지는 것을 포기했다. 1971년 개통 당시에는 난카이 전기 철도에 위탁을 하고 있었지만, 단계적으로 직영화를 진행해 1993년 4월 1일 결국 모든 업무를 직영화했다.
2006년 7월 1일 전 구간에서 PiTaPa와 ICOCA를 사용할 수 있게 되었다. 또한 2007년 4월 1일 「PiTaPa 정기 서비스」를 사용할 수 있게 되었다. 2013년 3월 23일 Kitaca, PASMO, Suica, manaca, TOICA, nimoca, 하야카켄, SUGOCA도 이용 가능하게 되었다.
오사카부 등이 출자하는 제3섹터 회사 오사카 부 도시개발이 운영하고 있었으나, 오사카 부가 보유 주식 100%를 난카이에 매각, 자회사로 편입 됨에 따라 현재는 센보쿠 고속철도에서 운영하고 있었다..

### 노선 개요
- 영업 거리 : 14.3km
- 궤간 : 1067mm
- 역 : 6개
- 복선 구간 : 전선 복선
- 전철화 구간 : 전선 전철화 ( 직류 1500 볼트 )
- 폐색 방식 : 자동 폐색 식
- 최고 속도 : 110 km/h

## 운행 차량
- 3000계
- 5000계
- 7000계
- 7020계
- 12000계

## 역 목록
●:정차 |:통과
| 역 번호                                   | 한자 역명    | 접속 노선                                                    | 완 행 열 차 | 준 급 | 구 간 급 행 | 특 급 | 역간 거리 | 누적 거리 | 소재지   | 소재지   |
| ----------------------------------------- | ------------ | ------------------------------------------------------------ | ----------- | ----- | ----------- | ----- | --------- | --------- | -------- | -------- |
| 난카이 전기 철도 고야 선과 직결 (난바 역) |              |                                                              |             |       |             |       |           |           |          |          |
| SB01                                      | 나카모즈     | 난카이 전기 철도 고야 선 오사카 시 교통국 지하철 미도스지 선 | ●           | ●     | \|          | \|    | 0.0       | 0.0       | 사카이시 | 기타구   |
| SB02                                      | 후카이       |                                                              | ●           | ●     | ●           | \|    | 3.7       | 3.7       | 사카이시 | 나카구   |
| SB03                                      | 이즈미가오카 |                                                              | ●           | ●     | ●           | ●     | 4.1       | 7.8       | 사카이시 | 미나미구 |
| SB04                                      | 도가미키타   |                                                              | ●           | ●     | ●           | ●     | 2.4       | 10.2      | 사카이시 | 미나미구 |
| SB05                                      | 고묘이케     |                                                              | ●           | ●     | ●           | ●     | 1.9       | 12.1      | 사카이시 | 미나미구 |
| SB06                                      | 이즈미추오   |                                                              | ●           | ●     | ●           | ●     | 2.2       | 14.3      | 이즈미시 | 이즈미시 |